# Fissarcturus mawsoni
Fissarcturus mawsoni är en kräftdjursart som först beskrevs av Hale 1946.  Fissarcturus mawsoni ingår i släktet Fissarcturus och familjen Antarcturidae. Inga underarter finns listade i Catalogue of Life.